# Sardarjijokes
Sardarjijokes er en form for indiske vittigheder baseret på stereotyper om sikher (kaldet "sardarji").
Selvom adskillige former for jokes om etniske stereotyper er udbredte i Indien, er sardarjijokes en af de mest populære og udbredte.
Sardarjijokes betragtes af mange som smagløse og upassende.